# Liste von Bauwerken des Heimatschutzstils in Österreich

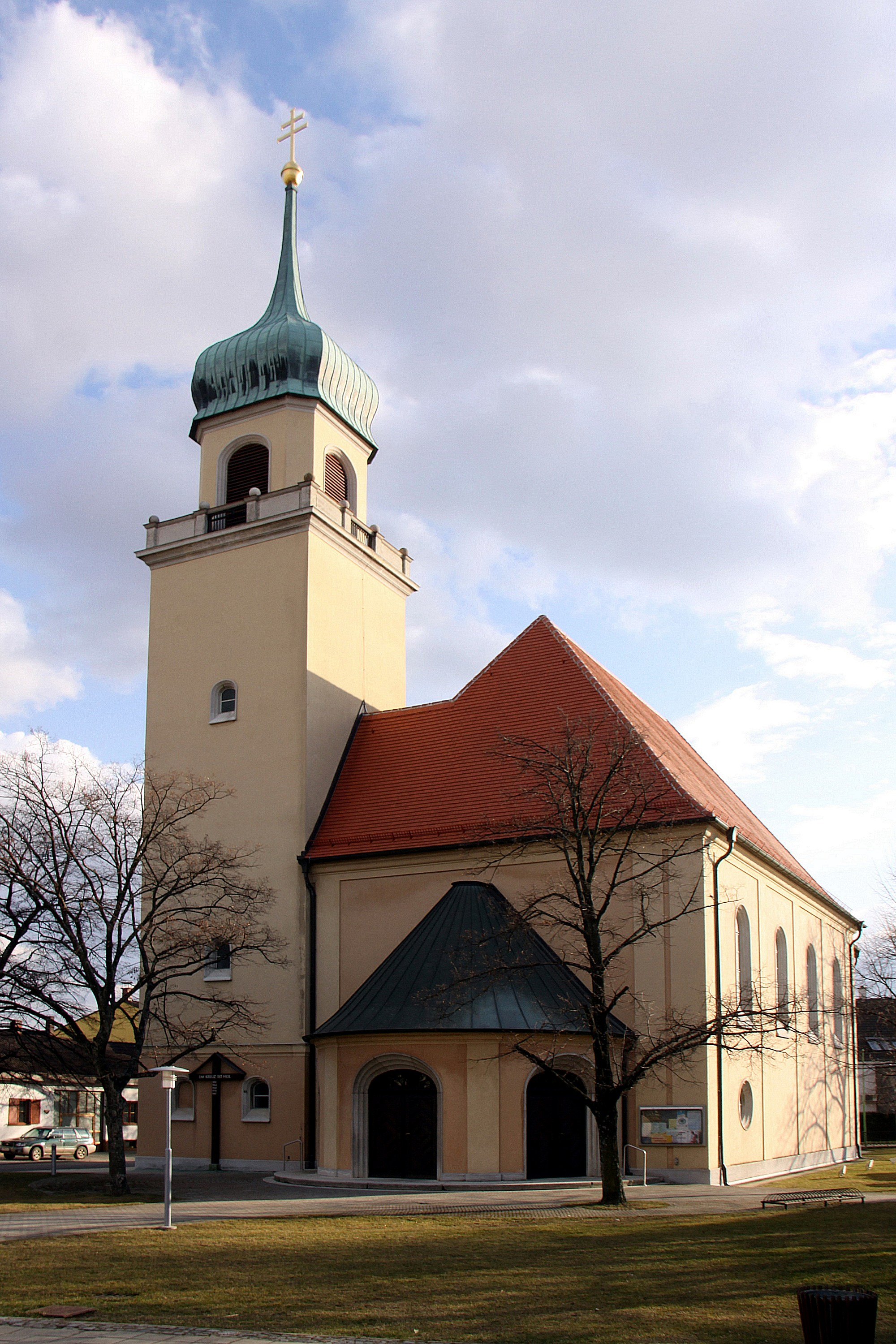
Pfarrkirche Horitschon

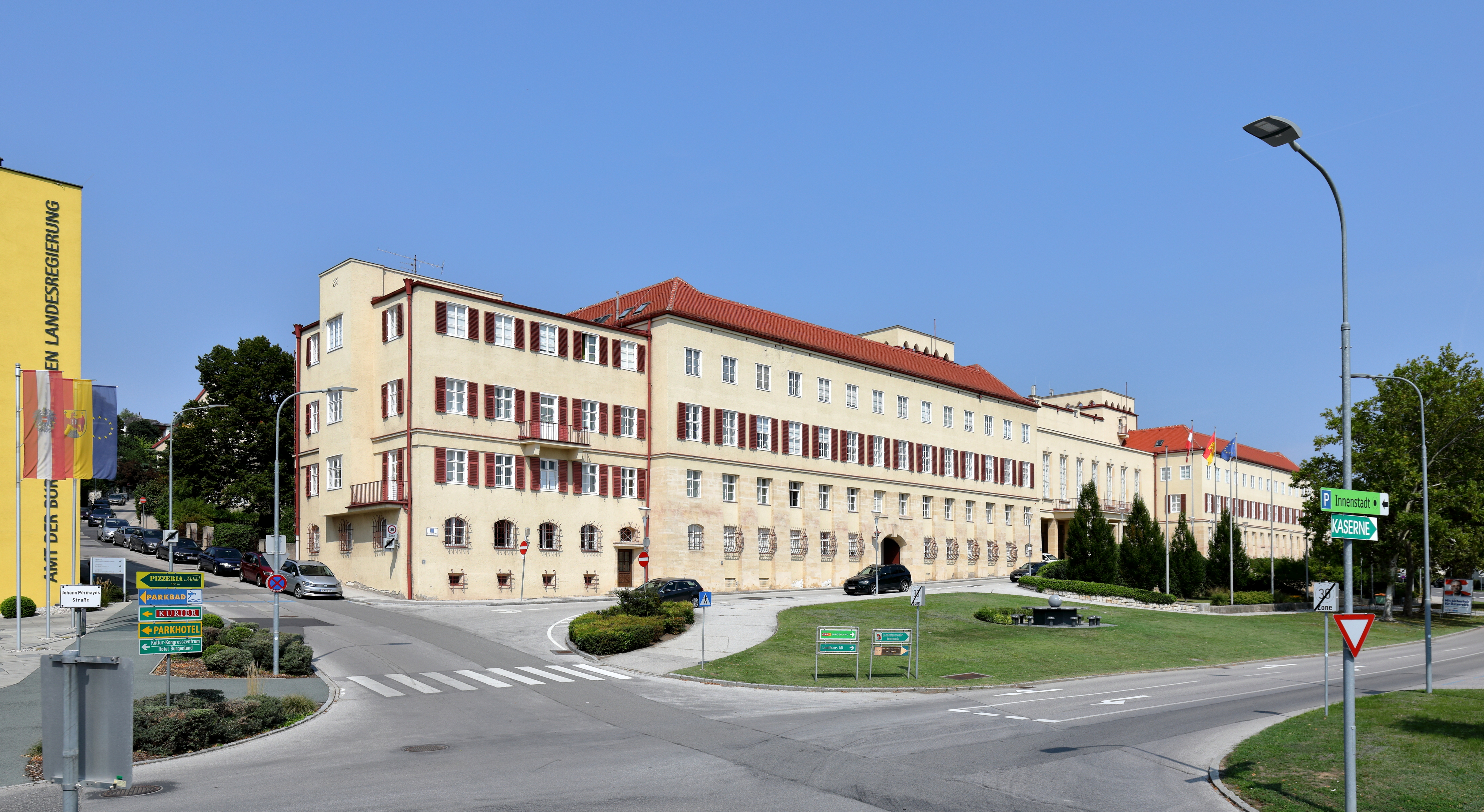
Landhaus in Eisenstadt

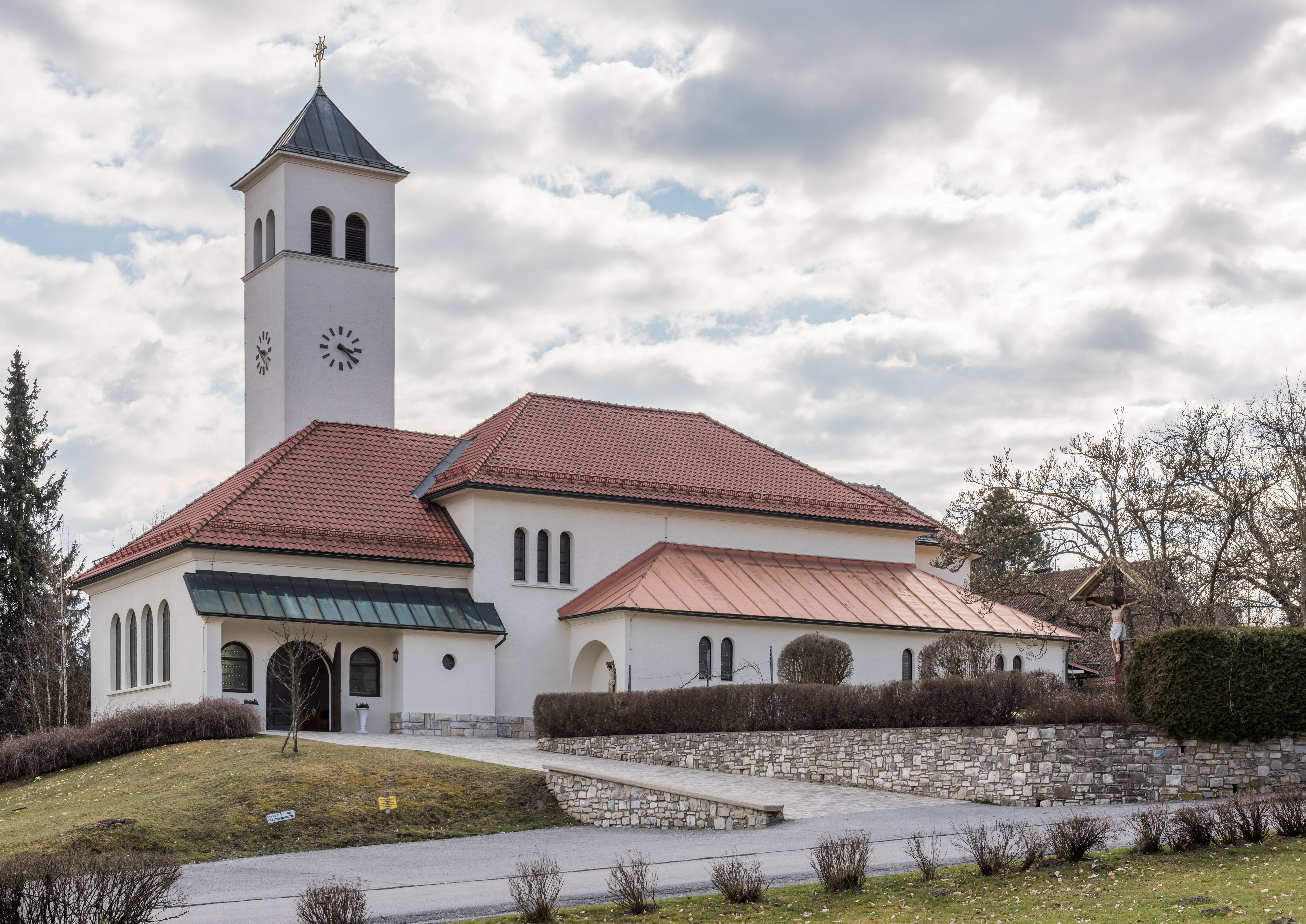
Pfarrkirche Velden

Die Liste von Bauwerken des Heimatschutzstils soll einen Überblick über die in Österreich vorhandenen Bauten geben, die im Stil der Heimatschutzarchitektur entstanden sind. Dieser Stil ist gekennzeichnet durch die Verwendung regionaltypischer traditioneller Bauformen und stellt eine Weiterentwicklung des Historismus dar. Im Gegensatz zu diesem verzichtet der Heimatschutzstil auf verzierende, ältere Baustile nachahmende Attribute. Zeitlich ist der Heimatschutzstil ungefähr auf die Zeit zwischen 1910 und 1960 eingrenzbar. Dieser Stil ist als Gegenbewegung zur Moderne entstanden. Nach dieser Periode war die Architektur dieses Stils, nicht zuletzt wegen der Verwendung bei Bauten der NS-Zeit, in Verruf geraten und wurde von sachlicheren funktionellen modernen Baustilen verdrängt. Eine für Österreich maßgebliche Debatte fand 2009 um die teilweise unter Schutz gestellten Linzer Hitlerbauten statt. Insbesondere bei Sakralbauten wurden oft Mischformen zwischen Heimatschutz- und modernem Stil verwendet, sodass eine exakte Kategorisierung nur schwer möglich ist (siehe auch Moderner Kirchenbau#Moderner Kirchenbau in Österreich).
Die Liste ist nach Bundesländern geordnet.

## Burgenland
- Das Pfarrkirche Horitschon wurde 1947–1949 von Johann Petermair errichtet.
- Das Landhaus in Eisenstadt wurde 1926–1929 von Rudolf Perthen errichtet.
- Das Bundesgymnasium und Bundesrealgymnasium Mattersburg wurde 1934–1936 von Alfred Keller errichtet und 1953–1954 von Robert Kramreiter erweitert.

## Kärnten
- Die Pfarrkirche Velden am Wörther See wurde 1937 von Franz Baumgartner erbaut.
- Die Pfarrkirche St. Josef am Ossiacher See wurde 1929 nach Plänen von Hans Prutscher erbaut.

Bauten der Wörthersee-Architektur

## Niederösterreich

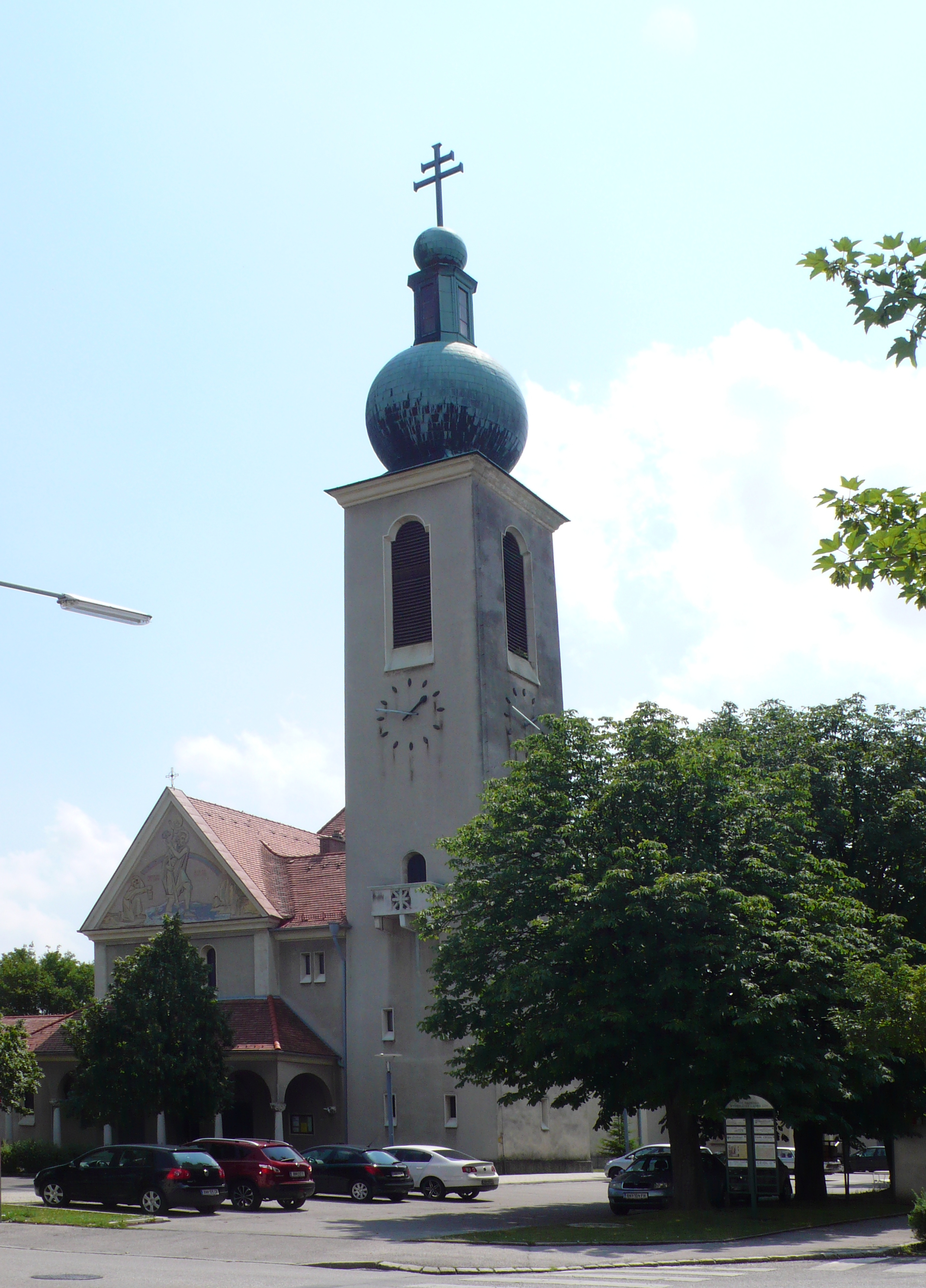
Pfarrkirche St. Christoph, Baden

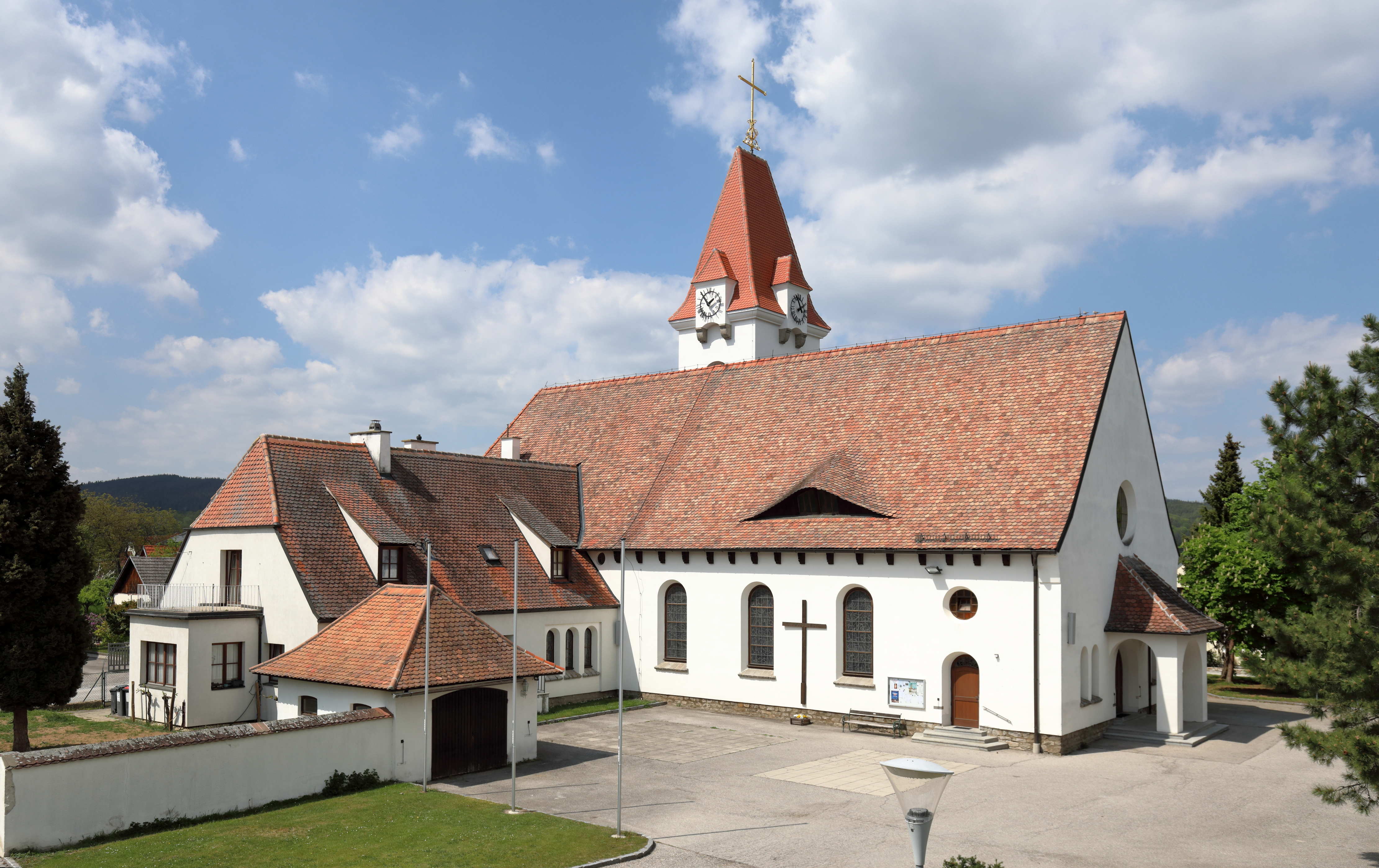
Pfarr- und Wallfahrtskirche Droß

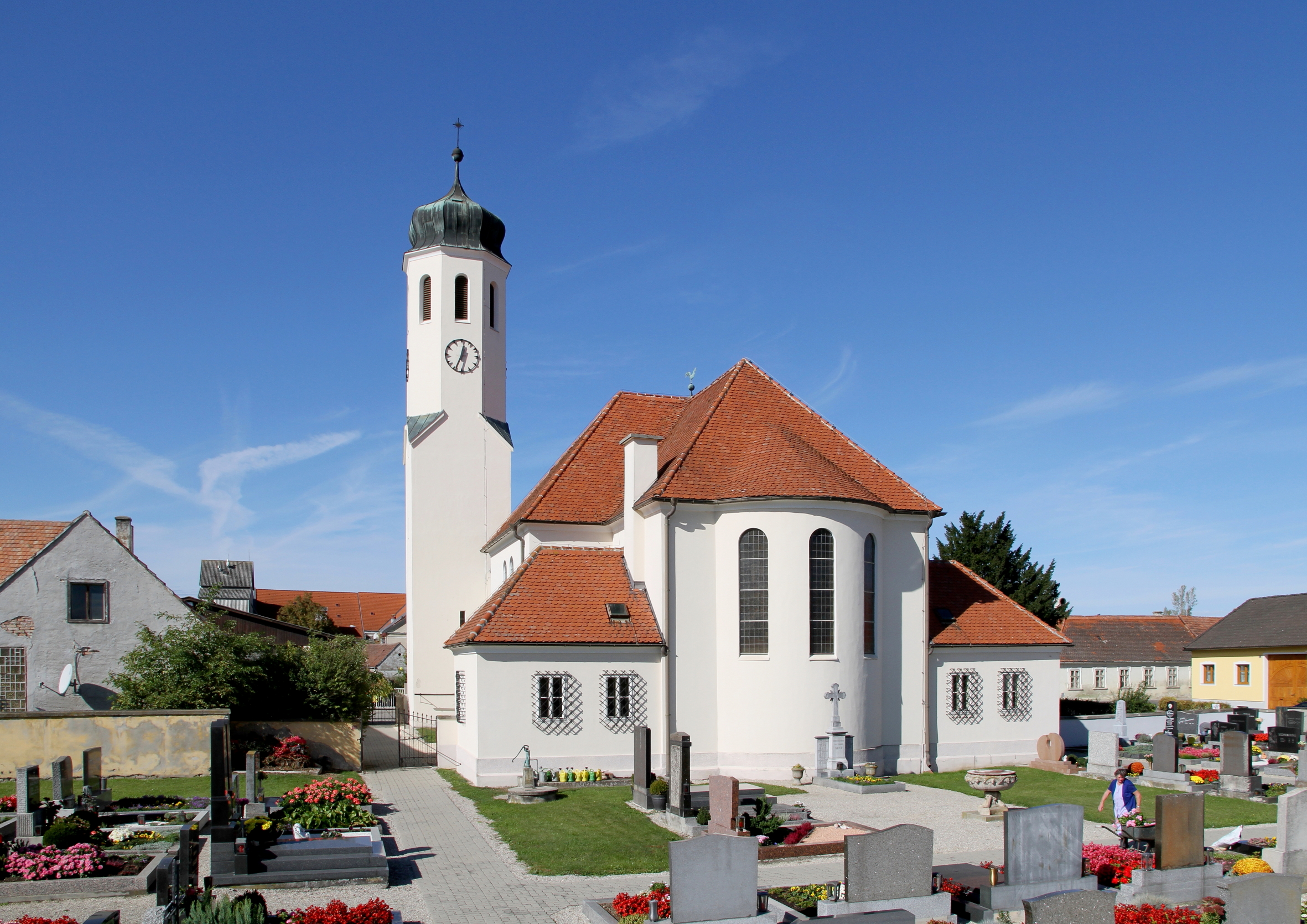
Pfarrkirche Rust im Tullnerfeld

- Die Pfarrkirche Baden-St. Christoph wurde 1955 bis 1957 von Hans Petermair erbaut.
- Die Pfarrkirche Droß wurde 1949 bis 1953 von Helmut Schopper erbaut.
- Die Pfarrkirche Plankenstein wurde 1950 bis 1952 von Josef Friedl erbaut.
- Die Herz-Jesu-Kirche (Gmünd) wurde 1950 bis 1953 von Josef Friedl erbaut.
- Die Pfarrkirche Vestenthal wurde 1957 bis 1962 von Paul Pfaffenbichler erbaut.
- Die Pfarrkirche Rust im Tullnerfeld wurde 1947 bis 1949 von Karl Holey erbaut.
- Die Filialkirche Landegg wurde 1948 bis 1950 von Johann Zahlbruckner erbaut.
- NS-Wohnbauten St. Valentin (Nibelungensiedlung)
- Martinek-Kaserne Baden

## Oberösterreich

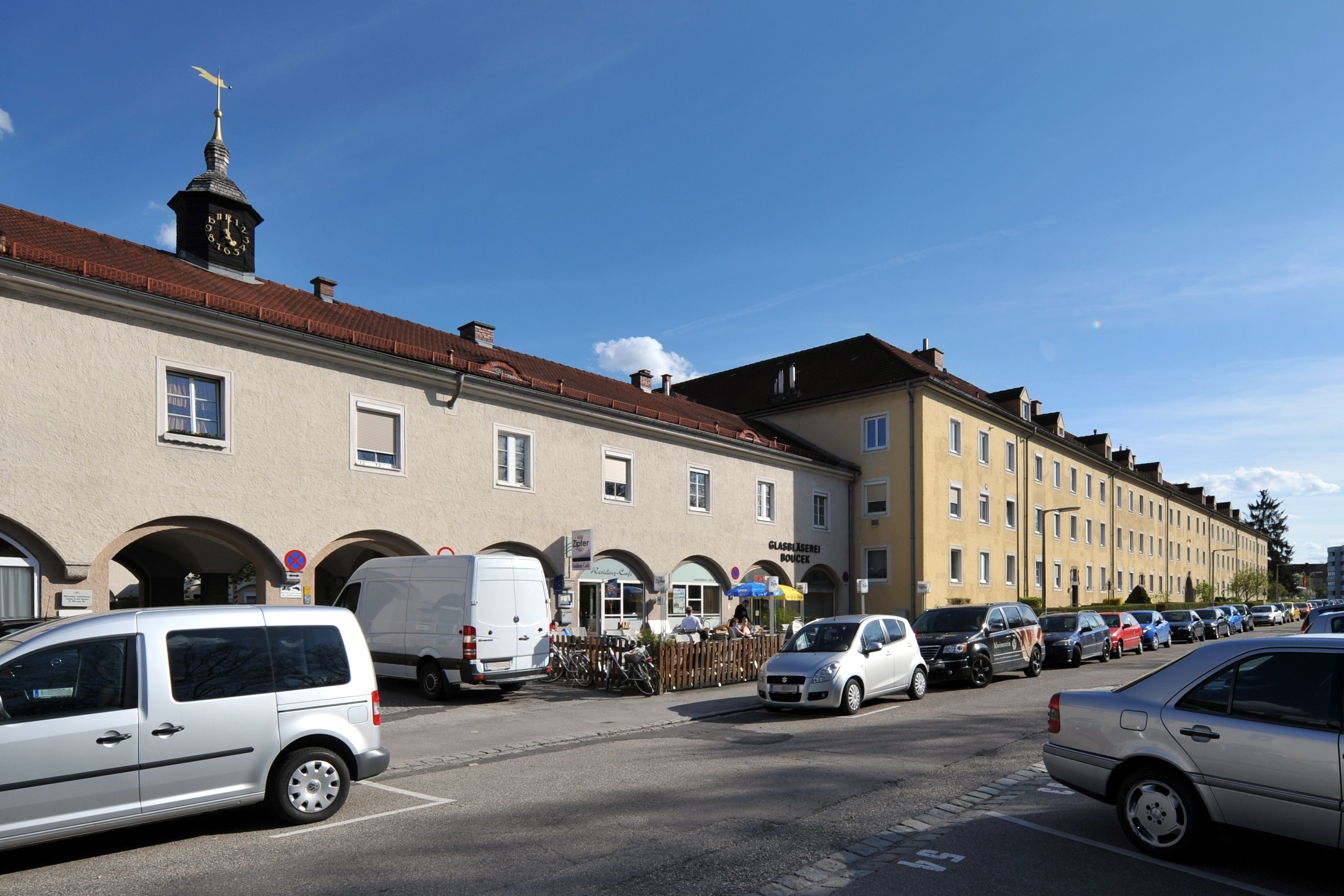
Hitlerbauten Harbachsiedlung

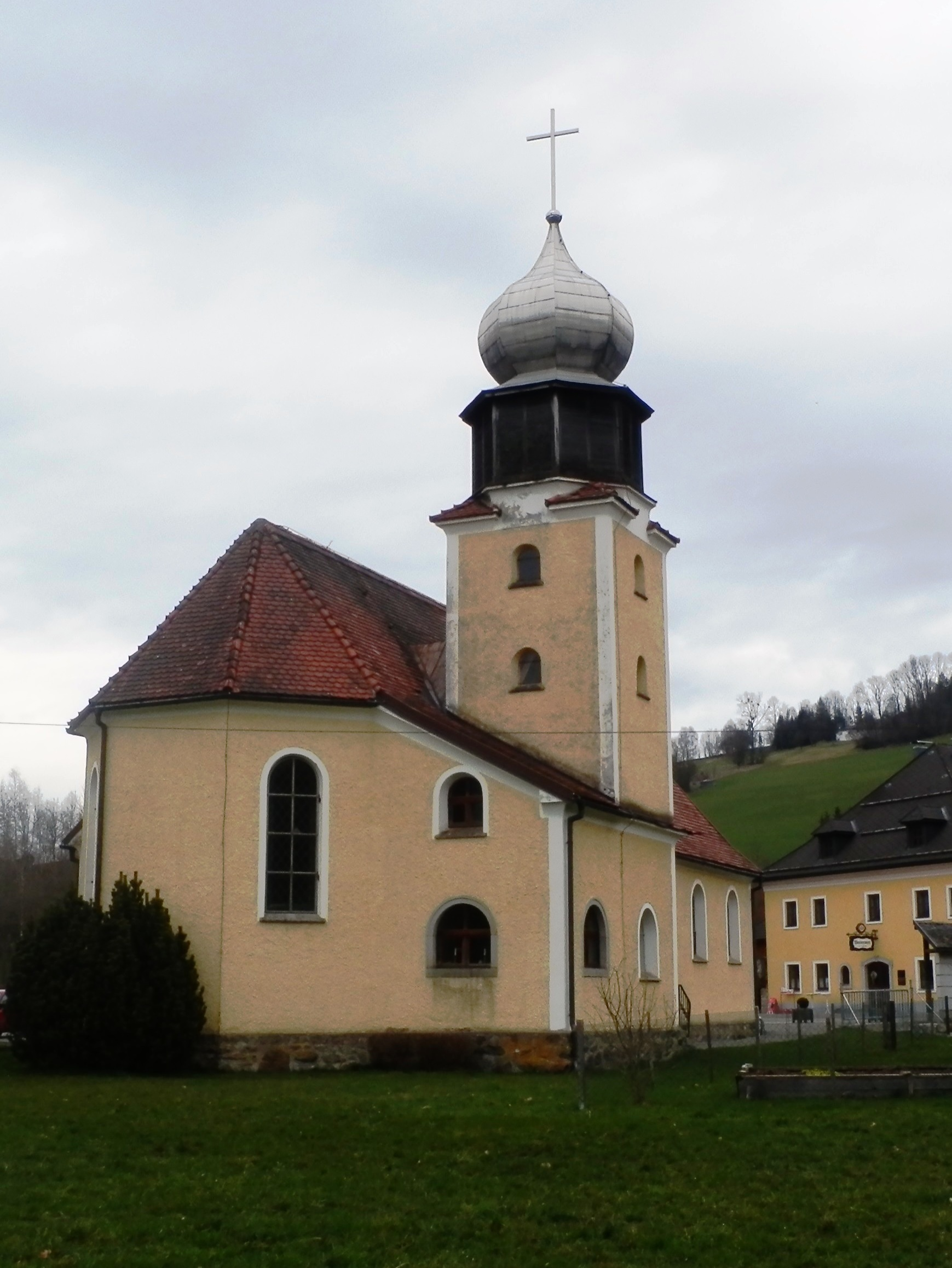
Filialkirche Untergeng

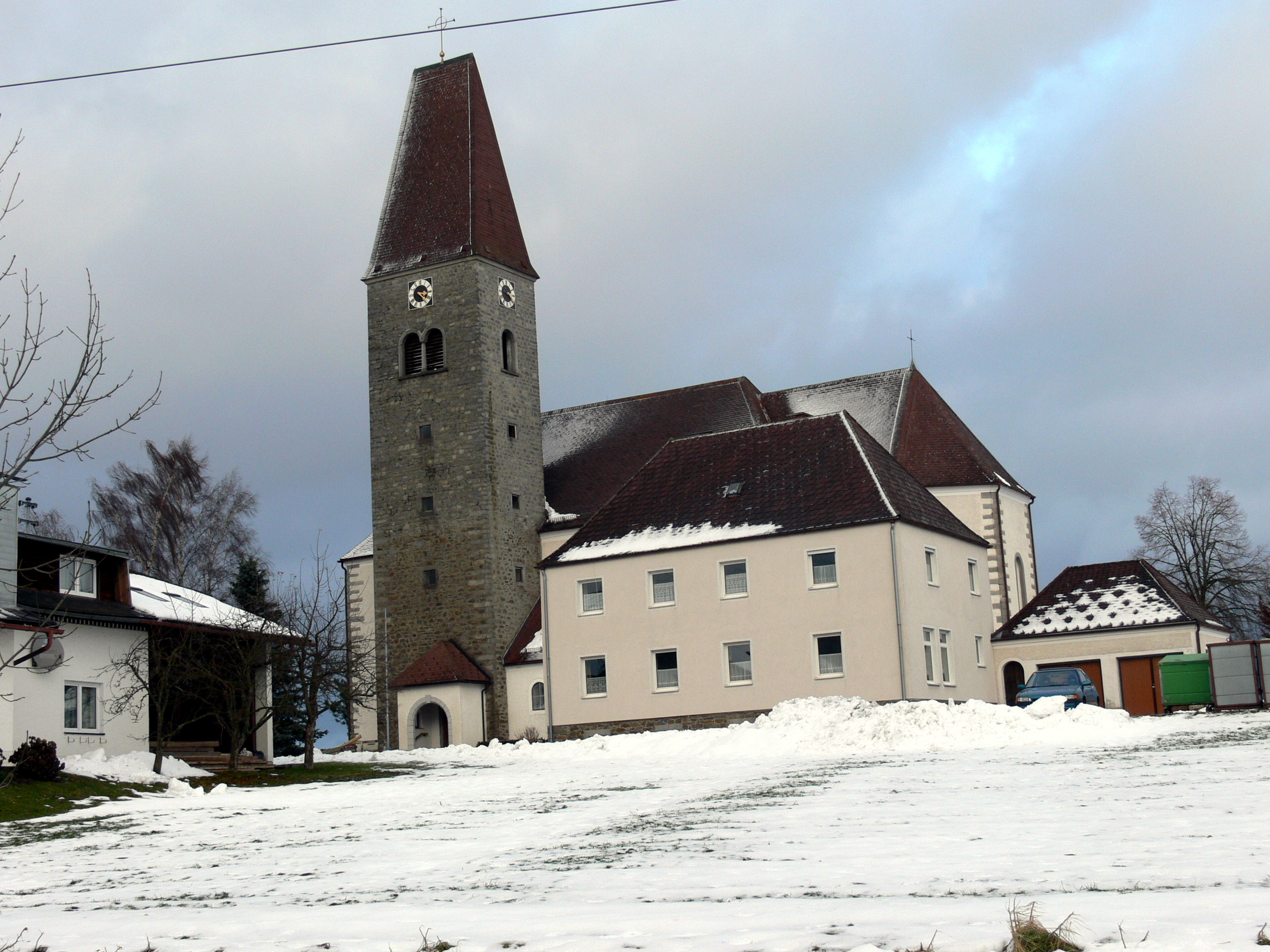
Pfarrkirche Rannariedl

- Die NS-Wohnbauten, Hitlerbauten, in Linz (Bindermichl, Spallerhof, Neue Heimat, Urfahr) wurden in der NS-Zeit 1938 bis 1945 unter der Generalplanung von Roderich Fick erbaut.
- Stadtteil Münichholz, Steyr: NS-Wohnbauten, Alte Kirche, Pfarrhof und Schule, erbaut 1938 bis 1950.
- Die Pfarrkirche Klaffer wurde 1949 bis 1955 von Hans Foschum erbaut.
- Die Fatimakapelle (Schardenberg) wurde 1949 bis 1951 von Hans Foschum erbaut.
- Die Filialkirche Schöneben (Heimatvertriebenenkirche) wurde 1960 bis 1961 von Gottfried Nobl erbaut.
- Die Filialkirche Heiliger Josef (Altmünster) in Reindlmühl wurde 1955 bis 1956 von Gottfried Nobl erbaut.
- Die Filialkirche Innerbreitenau bei Molln wurde 1952 bis 1956 von Hans Foschum erbaut.
- Die Marienkirche Untergeng wurde 1951 bis 1953 von Hans Foschum erbaut.
- Die Filialkirche Rosenau am Hengstpass wurde 1949 bis 1950 von Hans Foschum erbaut.
- Die Filialkirche Brunnbach wurde 1947 bis 1950 von Hans Foschum erbaut.
- Die Pfarrkirche Neustift im Mühlkreis wurde 1948 bis 1950 von Hans Feichtlbauer erbaut.
- Die Kinderdorfanlage und die Filialkirche St. Isidor (Leonding) wurde 1949 bis 1951 erbaut.
- Die Pfarrkirche Rannariedl wurde 1948 bis 1953 von Karl von Tobisch-Labotýn erbaut.
- Die Pfarrkirche Pfandl, Bad Ischl, wurde 1957 bis 1958 von Franz Windhager erbaut.
- Die Filialkirche Neußerling wurde 1947 bis 1948 von Johann Weixelbaumer erbaut.
- Die Evangelische Pfarrkirche Ebensee am Traunsee wurde 1952 bis 1953 von Hubert Matuschek erbaut.
- Die Spallerhofschule, Linz, wurde 1940 erbaut.
- Die Volksschule Vogelweide, Wels, wurde 1952 von Leo Keller erbaut.
- Die Wallfahrtskirche Maria Schnee am Hiltschnerberg bei Leopoldschlag wurde 1983 bis 1984 von Gottfried Nobl erbaut und stellt eines der seltenen Spätwerke des Heimatschutzstils dar.

## Salzburg

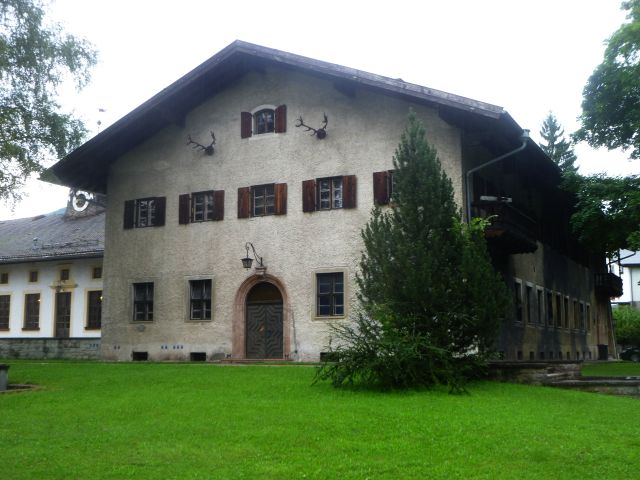
Rainerkaserne bei Salzburg

- Die Rainerkaserne in Glasenbach, Elsbethen, wurde in der NS-Zeit 1938 bis 1940 erbaut.
- Pfarrkirche Eben im Pongau, erbaut 1948–1951 von Viktor Winkler

## Steiermark
- Die Barbarasiedlung (Köflach) wurde in der NS-Zeit 1939 bis 1941 von Herbert Rimpl für die Reichswerke Hermann Göring errichtet und steht unter Denkmalschutz.

## Tirol
- Südtiroler-Siedlungen wurden in mehreren Orten in der NS-Zeit, 1938 bis 1941, errichtet.
- Haspingerkaserne in Lienz
- Pfarrkirche Kufstein-Sparchen, erbaut 1953–1954 von Otto Prossinger

## Vorarlberg
- Südtiroler-Siedlungen

## Wien
- Die Maria-Theresien-Kaserne wurde 1937 bis 1940 erbaut.